# Запрян Шкодров
Запрян Михайлов Шкодров е български общественик.

## Биография
Роден е роден на 2 август 1923 г. в Пазарджик, в работническо семейство през 1923 г. Като младеж работи във фабриката на братя Сотирови. Преди 1944 г. е член на РМС. Участва във Втората световна война като офицер, в боевете в Унгария.
След 1944 г. във Военната академия в София за първи път е изключен от БКП. След години отново е приет, като е изключен няколко години по-късно поради отклонение от линията на партията.
След 1989 г. е сред инициаторите за възстановяване на организацията на Социалдемократическата партия на д-р Петър Дертлиев в Пазарджик. Председател е на регионалния Съюз на ветераните от войните. Пръв осъществява идеята, ветерани които не са членове на БКП, да бъдат членове на съюза. Умира на 82-годишна възраст на 20.10. 2005 г.